# Elena Orsini
(Lettera di Pietro Ceuli agente dei Farnese al duca Ottavio, 9 settembre 1573)
Porzia Orsini, o Elena (Pitigliano, 1545 – Roma, 1574), è stata una religiosa italiana.

Blasone della famiglia Orsini

La storia della sua vita ispirò Stendhal nel romanzo breve La badessa di Castro pubblicato nel 1839.

## Biografia
Porzia Orsini era nata a Pitigliano, figlia del conte Giovan Francesco Orsini. Indirizzata a soli dodici anni alla vita monacale dalla zia paterna Gerolama, (madre del cardinale Ranuccio Farnese), entrò nel convento della Visitazione di Viterbo nel 1557, pronunciando i voti nel 1558 con il nome di Elena. Probabilmente la giovane dovette accettare contro la propria volontà, quanto deciso da altri per lei, il monastero di Castro era stato infatti fondato dalla zia. Inoltre la giovane doveva essere allontanata dalle situazioni violente che viveva la famiglia.
Grazie alle sue nobili origini, nel 1565 fu nominata badessa e trasferita l'anno successivo, con le sue consorelle, nel monastero di Castro amministrato dal cugino cardinale Ranuccio Farnese, nominato agli inizi dell'anno vescovo della diocesi di Sabina e successivamente di Castro, diocesi a cui apparteneva il monastero ma che improvvisamente morì il 29 ottobre del medesimo anno.
Poco distante dal monastero vi era il palazzo della curia vescovile. Nel 1569 si insediò il nuovo vescovo, Francesco Cittadini, dopo le dimissioni di Girolamo Maccabei.

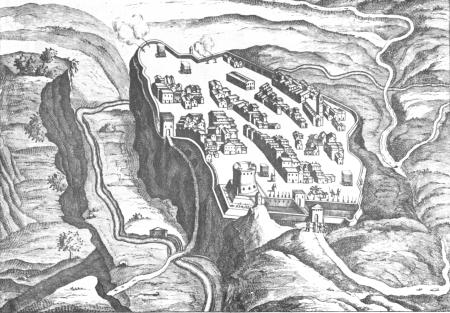
Castro da una cartina del 1663

Il monastero e tutta la cittadina necessitavano di lavori di ristrutturazione. Nel 1537 la cittadina era stata eretta a capitale del ducato di Pier Luigi Farnese dal papa Paolo III. Quando nel 1545 il Farnese fu nominato duca di Parma e Piacenza si allontanò da Castro, lasciando non ultimate opere e costruzioni. La località era inoltre conosciuta perché insalubre e malsana, ma il vescovo Cittadini, nella sua corrispondenza, cercava di convincere il papa dell'ottima salute di cui godeva lui e quanti vivevano il territorio, lamentando invece la scarsità di reddito. Per risolvere queste diverse problematiche nel 1571 i due personaggi, la badessa e il vescovo, iniziarono a frequentarsi.

### Il fatto e le conseguenze
Fu una lettera di Pietro Ceuli agente dei Farnese indirizzata al duca Ottavio del 9 settembre 1573 a denunciare la nascita di un bambino (probabilmente maschio) nel convento, figlio della badessa Orsini e del vescovo Cittadini. Le molte diatribe da tempo contrapponevano la famiglia Orsini che godeva della protezione della famiglia Medici, dai Farnese, fecero sì che di questa denuncia si occupò direttamente il cardinale Alessandro Farnese, interessato alle proprietà di Pitigliano. Questi fece arrestare il servitore del vescovo Cesare Del Bene, così che non potesse testimoniare, cercando però di coprire le colpe della badessa sua lontana parente: questo gli causò l'accusa di essere amante di una nobildonna sempre di Castro.

#### Testimonianze
I due accusati furono trasferiti a Roma. Il processo si tenne nel biennio successivo, e raccolse non poche testimonianze. Fu così rilevato che nell'inverno del 1572 molti furono i contatti fra i due imputati tanto da avere citazioni come un formicaro, con un intenso scambio di doni e favori. Era infatti premura del vescovo mandare alla badessa limoncelli, melangoli, amandole con la guscia, pollastrelli e starne che ricambiava con cibarie cucinate nel monastero, e con il lavaggio di lenzole, camisce et altre sorte di panni.

La badessa durante l'interrogatorio però subito si mostrò restia ad accusare il Cittadini, che da subito si dichiarò innocente, accusando la Orsini di essere la sola colpevole. La delusione della donna le fece dichiarare ogni cosa. Alla sua ammissione seguirono parole di pietà del vescovo 
Quello fu l'ultimo incontro dei due amanti. La giovane donna fu mandata nel convento di santa Marta a Roma dove morì poco dopo forse di dolore per non aver potuto vedere il figlio o forse avvelenata. Il vescovo fu deposto, ma si trovarono ben sedici testimoni a sua discolpa. Il processo terminò nel maggio del 1574. Il papa Gregorio XIII che probabilmente temeva l'ampliarsi dello scandalo o forse perché ormai la giovane monaca era deceduta, conservò la documentazione.

### La documentazione
I documenti relativi al processo intitolato Inquisitionis Processus contra Elenam Orsini Abbatissam de Castro, pro fornicatione cum Episcopo Castrensi, che si svolse nel biennio 1573-1574 presso il tribunale dell'Auditor Camerae che trattava i casi relativi ai prelati (e non, come si pensava, da quello dell'Inquisizione), sono conservati presso la British Library.
Il processo trattava di un caso illecito di stuprum di una donna non coniugata ma consenziente con un alto prelato. I documenti furono sottratti dagli archivi del tribunale romano nel XIX secolo e messi a disposizione di Teresa Caetani duchessa di Sermoneta che probabilmente fece visionare a Stendhal che ne rimase colpito, e che sviluppò in un racconto breve: La badessa di Castro. I documenti furono proposti anche a Walter Scott ma data la sua precaria salute non poté studiarli.
Gli atti divennero di proprietà di Guglielmo Libri che per motivi di illegalità si era rifugiato a Londra e che li mise sul mercato dell'antiquariato. Nel 1859 furono messi all'asta della casa d'asta Sotheby's e acquistati dalla British Library che era diretta da Antonio Panizzi di origini italiane e che li conserva.
Nel secolo successivo Castro fu distrutta per ordine di Papa Innocenzo X e la mancata sentenza favorì la rielaborazione di cronache successive che non furono sempre veritiere ma che raccontavano uno scandalo, come molti altri, in modo molto più colorito.

## Letteratura
- Stendhal, La badessa di Castro, 1839.

## Cinema
Dal racconto di Stendhal sono tratti:
- La badessa di Castro, film del 1974, diretto dal regista Armando Crispino e interpretato, fra gli altri, da Pier Paolo Capponi, Barbara Bouchet e Mara Venier;
- Il falco e la colomba, una miniserie televisiva in 6 puntate trasmessa nel 2009 su Canale 5 diretta da Giorgio Serafini, che ha come protagonisti Giulio Berruti nel ruolo del brigante Branciforte e Cosima Coppola nel ruolo di Elena di Campireali.